# Ʋ́
Cette page contient des caractères spéciaux ou non latins. S’ils s’affichent mal (▯, ?, etc.), consultez la page d’aide Unicode.
Ʋ́ (minuscule : ʋ́), appelé V de ronde accent aigu ou V crosse accent aigu, est un graphème utilisé dans l’écriture du dagaare, du kaansa, du goo, du gouro, du kassem, du kulaal, du nkonya, du nuni, du puguli, du sissala, du toura, et du winyé. Il s’agit de la lettre Ʋ diacritée d’un accent aigu.

## Représentations informatiques
Le V de ronde accent aigu peut être représenté avec les caractères Unicode suivants :
- décomposé (latin de base, diacritiques)[1],[2],[3] :

| formes    | représentations | chaînes de caractères | points de code | descriptions                                               |
| --------- | --------------- | --------------------- | -------------- | ---------------------------------------------------------- |
| capitale  | Ʋ́               | Ʋ◌́                    | U+01B2 U+0301  | lettre majuscule latine v crosse diacritique accent aigu   |
| minuscule | ʋ́               | ʋ◌́                    | U+028B U+0301  | lettre minuscule latine v de ronde diacritique accent aigu |